# Flaminio Taja
Flaminio Taja (Siena, 1600 – Roma, 5 ottobre 1682) è stato un cardinale italiano.

## Biografia
Nacque a Siena nel 1600 da una famiglia della nobiltà cittadina: conclusi gli studi in giurisprudenza, si trasferì a Roma sotto il pontificato di Alessandro VII e divenne un avvocato concistoriale; fu Auditore e poi Decano del tribunale della Sacra Rota e Reggente della Penitenzieria Apostolica.
Papa Innocenzo XI lo elevò al rango di cardinale-presbitero del titolo dei Santi Nereo ed Achilleo nel concistoro del 1º settembre 1681 (secondo alcune fonti, ricevette il titolo di Santa Maria della Pace, dove venne sepolto dopo la morte).
Morì il 5 ottobre 1682.